# Commandants séparatistes de la crise anglophone au Cameroun
Cet article présente la liste des commandants séparatistes qui ont servi dans des groupes armés pendant la crise anglophone au Cameroun. L'association politique de ces derniers étant souvent inconnue, ils sont répertoriés en fonction de leurs départements et villes actifs connus.

## Vue d'ensemble
Les commandants séparatistes portent souvent des noms symboliques qui font référence à des animaux ou à des traits de caractère spécifiques ; ces noms sont utilisés pour susciter la peur et le respect. Le chercheur Morgan Tebei Nwati soutient que de nombreux dirigeants séparatistes peuvent être classés dans la catégorie des seigneurs de guerre, un point de vue partagé par la chercheuse Michaela Pelican. Pelican soutient que les commandants rebelles opéraient effectivement au sein d'un « marché de la violence », à la tête de petites armées privées qui non seulement menaient une insurrection contre les représentants de l'État, mais se livraient également à des activités criminelles telles que l'enlèvement contre rançon. Ils utilisaient donc la violence comme « base économique de leur survie ».
Entre 2017 et 2023, plus de 100 commandants séparatistes sont tués dans le conflit. À titre de comparaison, une seule réunion du Conseil d'autodéfense de l'Ambazonie (également connu sous le nom de « Forces de restauration de l'Ambazonie »), l'une des nombreuses factions rebelles dans le conflit, est par plus de cinquante « maréchaux, généraux, colonels et capitaines ».

## En exil
Plusieurs dirigeants séparatistes sont basés en exil. Malgré cela, ils jouent un rôle dans la direction des forces rebelles qui combattent au Cameroun même. Il s'agit notamment de :
- Lucas Ayaba Cho - Chef des Forces de défense de l'Ambazonie (FDA). Agit principalement depuis son exil en Europe[3],[4].
- Ngong Emmanuel (« Capo Daniel ») - Commandant adjoint des FDA jusqu'à sa démission en 2023[5], commandant des Forces obscures de l'Ambazonie depuis lors[6]. Opère principalement depuis son exil à Hong Kong.
- Ebenezer Akwanga - Chef des Forces de défense du Cameroun méridional (FDCM). Agit principalement depuis son exil aux États-Unis[7].
- Nso Foncha Nkem[8] (« Marshall Foncha »)[9] - Chef du Conseil d'autodéfense de l'Ambazonie. Agit principalement depuis son exil aux États-Unis. Jouerait un rôle dans la fourniture d'armes étrangères aux rebelles[9].
- Tapang Ivo (« Général Ivo ») - Porte-parole des FDA[10]. Opère principalement depuis l'exil aux États-Unis[11].
- Eric Tataw (« Maître de la mutilation », « Garri Master ») - Agit principalement depuis son exil aux États-Unis.

## Au Cameroun

### Dans plusieurs départements
- Clement Mbashie (« Général No Pity ») - Chef des Bambalang Marine Forces, des Bui Unity Warriors et des Gardes révolutionnaire de l'Ambazonie[12].
- Benedict Kuah - Commandant des FDA[7].
- « Général Ebube » - Commandant rebelle d'affiliation inconnue. Opère à Wum et Wey dans le Menchum à Bafut, dans le Bui et le Donga-Mantung ; dirige le blocus de la route Kumbo-Nkambé. Aurait été tué par les forces armées camerounaises soit à Nfoyah en octobre 2021, soit à Nseh en janvier 2022[13],[14].
- « Général Above The Law » † - Commandant du Fako-Meme Black Tar Council. Opère dans le Fako, le Bui et le Meme. Tué par les forces armées camerounaises à Mbalangi en février 2021[15].
- Celestine Wanche (« T-Boy ») † - Commandant rebelle associé au « Général Above The Law ». Tué par les forces armées camerounaises à Mbalangi en février 2021[15].
- « Général Satan » † - Commandant rebelle d'affiliation inconnue. Opère à Bafut et dans le Boyo[7],[16], bastion à Fundong[7], tué par les forces armées camerounaises lors de l'opération Bamenda Clean en 2022[16].
- Chamberlain Ntou'ou Ndon (« Général Gideon ») † - Commandant rebelle d'affiliation inconnue. Opère le long de l'autoroute Kumba-Buéa. Tué par les forces de sécurité en novembre 2022[17].
- « Général Trouble » †[13] - Commandant rebelle des « Forces de restauration » (plusieurs groupes de ce nom existent). Opère dans le Mezam[18] et le Ngo-Ketunjia, principalement basé à Ndop. Tué par les forces armées camerounaises à Ndop en 2022[13].
- « Général Efang » (« Big Number ») - Commandant des FDA[19], il opère à Bali dans le Mezam[20] et à Batibo dans le Momo[21]. Il s'autoproclame « général suprême et commandant » des forces séparatistes en 2021[22]. La milice d'Efang se bat contre les « Buffles de Bali » rivaux en 2022[20].

### Bafut
- « Général A4 » † - Commandant rebelle d'affiliation inconnue. Capturé puis exécuté par les forces armées camerounaises en juin/juillet 2022[23].
- « Mama G » † - Commandant rebelle d'affiliation inconnue. Capturé puis exécuté par les forces armées camerounaises en juin/juillet 2022[23].
- « Général Lion » † - Commandant rebelle d'affiliation inconnue. Tué par les forces armées camerounaises à Ntanka en février 2021[24].

### Département du Bui
- « Général Abakwa » † - Commandant des FDA, basé à la base de Muluf (qui était associée à Capo Daniel). Tué à Muluf par les forces armées camerounaises lors de l'opération Bui Clean en 2021[25].
- « Général Insobu » † - Chef des « Bui Warriors » dont la base principale se trouve à Kikaikom[25],[26]. Tué lors d'affrontements inter-rebelles par les forces du « Général No Pity » en 2022[26].
- « Général Thunder » † - Commandant des « Bui Warriors », commandant en second du « général Insobu » . Tué à Kikaikom par les forces armées camerounaises lors de l'opération Bui Clean en 2021[25].
- « Général Spider » † - Commandant rebelle d'affiliation inconnue. Tué par les forces de sécurité lors de l'opération Bui Clean en 2021[25].
- « Bui Stars » † - Sous-commandant rebelle d'affiliation inconnue. Tué par les forces de sécurité lors de l'opération Bui Clean en 2021[25].
- « Mensah » † - Sous-commandant rebelle d'affiliation inconnue. Tué par les forces de sécurité lors de l'opération Bui Clean en 2021[25].
- « Tanga » † - Sous-commandant rebelle d'affiliation inconnue. Tué par les forces de sécurité lors de l'opération Bui Clean en 2021[25].
- « Général Mad Dog » du Bui - Commandant des « Bui Unity Warriors » (à ne pas confondre avec Luca Fonteh qui se faisait également appeler « Mad Dog »)[26].
- « Général Asan » † - Sous-commandant rebelle d'affiliation inconnue. Tué par les forces armées camerounaises en mars 2021[27].
- Fon Nginyam †[1]
- « Général » Shiyntum Augustine - Commandant rebelle d'affiliation inconnue. « Connu » pour ses attaques contre des civils à Kumbo, dénoncé par la suite par d'autres commandants séparatistes[28].
- « Général Hassan » †[1]
- « Général Chacha » †[1]
- « Général Manu Tiger » †[29]
- « Général Fire » du Bui (MIA) - Commandant des Bui Unity Warriors. Blessé, il disparaît pendant son traitement à l'hôpital baptiste de Banso à Kumbo vers septembre 2022[30] (à ne pas confondre avec le « Général Fire » de Bamenda-Nkwe).
- « Général Shakira » † - Commandant des Bui Warriors, fidèle au « Général Insobu ». Tué lors d'affrontements entre rebelles par les hommes du « Général No Pity » et du « Général Mad Dog » à Kikaikom en mars 2022[31].
- Dzekashu Hans (« Général Wolf ») † - Commandant rebelle d'affiliation inconnue[32]. Capturé par les « Bui Warriors » lors d'affrontements entre rebelles et exécuté vers avril 2022[33].

### Département du Boyo
- Ralph Ngumba (« Général RK ») † - Commandant des Forces de restauration du Cameroun méridional[7], plus tard signalé comme le chef d'un groupe affilié connu sous le nom de British Southern Cameroon Resistance Force (BSCRF). Tué en septembre 2023 à Fundong[34].
- Felix Mbam (« Général Slow »)  - Commandant rebelle d'affiliation inconnue. S'est rendu à la gendarmerie nationale à Fundong en juin 2023[35].
- Benard Kuh (« Oga Landlord »)  - Commandant rebelle d'affiliation inconnue. S'est rendu à la gendarmerie nationale à Fundong en juin 2023[35].

### Département du Donga-Mantung
- « Field Marshal Vincent » † - Bastion à Ndu[29].
- « Général Try and See » † - Commandant rebelle d'affiliation inconnue. Tué par les forces de sécurité à Ndu en avril 2022[36].
- « Général Tunde » (POW) - Commandant rebelle d'affiliation inconnue. Bastion autour de Nkambé. Capturé par les forces de sécurité[29],[37].

### Département du Fako
- « Général Ten-Ten » - Chef de la milice « Ten-Ten ». Bastion à Buéa[7].
- « Eugene » - Commandant rebelle d'affiliation inconnue. Forteresse à Ekona Mbenge[7].
- « Général Obi » † - Commandant rebelle d'affiliation inconnue. Bastion à Muyuka. Tué par les forces armées camerounaises à Ashum en juin 2020[7],[38].
- « Général Godfather » † - Commandant rebelle d'affiliation inconnue. Bastion à Muyuka[1].
- « Général Beltus » †[1]
- « Général Mendo Ze » † - Commandant rebelle d'affiliation inconnue. Tué par les forces armées camerounaises en octobre 2020[39].
- « Général Black Rapen »
- « Général Opopo » † - Commandant des FDCM à Munyenge. Capturé puis exécuté par les forces armées camerounaises en juin 2021[40].
- « Général Wazuzu » † - Commandant rebelle d'affiliation inconnue. Bastion à Muyuka[29].

### Département du Koupé-Manengouba
- « Général » Leonard Nyambere  - Commandant rebelle d'affiliation inconnue[7],[41]. S'est rendu aux autorités en 2020[41].
- Bessong Eugene † - Commandant rebelle d'affiliation inconnue. Décédé des suites de ses blessures vers décembre 2021[42].
- Mbu Princely Tabe (prisonnier de guerre) - Commandant rebelle d'affiliation inconnue. Blessé, capturé par les forces de sécurité alors qu'il recevait des soins de Médecins sans frontières vers décembre 2021[42].

### Département de la Manyu
- Martin Ashu - Commandant des « Tigres de la Manyu »[7].
- « Général Animal Pikin » †[1]
- « Général Papi » †[1]
- « Général Ntui Lambert » †[29]
- « Général Ebot Ebot » † - Commandant rebelle d'affiliation inconnue[29].

### Mbonge
- « Commandant Cross » † - Commandant rebelle d'affiliation inconnue. Tué par les forces armées camerounaises à Nake Bokoko en septembre 2021[43].
- « Emanu Cigar » † - Commandant rebelle d'affiliation inconnue. Tué par les forces armées camerounaises à Nake Bokoko en septembre 2021[43].
- « Gazola » † -  Commandant rebelle d'affiliation inconnue. Tué par les forces de sécurité à Nake Bokoko en septembre 2021[43].

### Département de la Meme
- « Général Divine » † - Commandant rebelle d'affiliation inconnue. Tué lors d'affrontements entre rebelles en 2020[44].
- « Général Goddy Elangwe »  - Commandant rebelle d'affiliation inconnue. Se rend aux représentants du gouvernement à Kumba en mars 2021[45].
- « Général Nokia » (prisonnier de guerre) - Commandant rebelle d'affiliation inconnue. Capturé par les forces armées camerounaises à Konye en mars 2021[46].
- « Général Spirito » † - Commandant rebelle d'affiliation inconnue. Tué par les forces armées camerounaises en mars 2021[47].
- Abid Elangwe Godwin (« Général Gody »)  - Commandant rebelle d'affiliation inconnue. S'est rendu au gouvernement avant mars 2021[47].
- « Général » Ivo Mbah - Commandant des FDA[48], opérait principalement à Matoh et Teke[1]. Recruté pour la rébellion par le « général Divine »[49]. Tué par les forces armées camerounaises à Kumba en décembre 2018[48].
- « Général Deco » † - Commandant rebelle d'affiliation inconnue. Tué par les forces de sécurité près de Kumba en juin 2022[50].
- Ayuk Ndifon Defcam (« Général Transporter » de la Meme) † - Commandant rebelle d'affiliation contestée[51],[52],[53]. Tenu pour responsable du massacre d'octobre 2020 à Kumba par le gouvernement. Tué par les forces de sécurité à Wame en janvier 2023[54] (à ne pas confondre avec le « Général Transporter » du Ngo-Ketunjia).
- « Général Bitter Collar » -  Commandant du Conseil d'autodéfense de l'Ambazonie.
- « Général David of Teke » †[1]
- « Général Andrew Ngoe » † - Commandant des FDCM à Matoh. Tué en janvier 2019[40].
- « Général Bitter Cola » - Commandant rebelle d'affiliation inconnue, mais allié au « Général Transporter » de la Meme[55].
- « Général Shadow » † - Bastion à Bakundu[29].
- « Boss Menti » † - Commandant rebelle d'affiliation inconnue. Bastion à Etam[29].

### Département du Mezam
- Silas Zama - Chef de l'Ambaland Quifor[7].
- Richard Nformumbang Ndango (« Général Fire »/« Général Fire Man ») † - Commandant rebelle d'affiliation inconnue. Tué par les forces armées camerounaises en 2020[56].
- « Colonel John » † - Commandant des FDA. Associé du « général Rasta ». Tué par les forces armées camerounaises autour de Batibo et Bambui lors de la bataille de Bambui en juillet 2022[57],[58].
- Asenjo Roy Angafor (« Général Rasta ») † - Commandant des FDA. Tué par les forces armées camerounaises autour de Batibo et Bambui lors de la bataille de Bambui en juillet 2022[57],[58].
- « Général Sweet Tuma » (prisonnier de guerre) - Commandant rebelle d'affiliation inconnue. Capturé par les forces de sécurité lors de l'opération Bamenda Clean en 2021[59].
- « Général Action Man » † - Commandant rebelle d'affiliation inconnue. Tué par les forces de sécurité lors de l'opération Bamenda Clean en 2021[60].
- « Général Scatter »  - Commandant rebelle d'affiliation inconnue. Principalement basé à Noni. S'est rendu aux autorités en 2022[61].
- Luca Fonteh (« Général Mad Dog » de Mankon) † - Opère à Bamenda. Tué par les forces armées camerounaises à Ntasen en septembre 2020. (À ne pas confondre avec le "Général Mad Dog" de Bui)[62],[63],[1].
- « Général Blink » † - Bastion à Bambili. Tué par les forces armées camerounaises à Bambelle en avril 2021[1],[64].
- « Général Okoro » † - Commandant rebelle d'affiliation inconnue. Tué par les forces armées camerounaises en juillet 2020[65].
- « Bush Général » (prisonnier de guerre) - Commandant rebelle d'affiliation inconnue. Capturé par les forces armées camerounaises en juillet 2020[65].
- « Général Cobra » (prisonnier de guerre) - Commandant rebelle d'affiliation inconnue. Capturé par les forces de sécurité en avril 2021[64].
- « Général Grandpa of the Buffalos » - Commandant rebelle d'affiliation inconnue. Bastion à Bali Nyonga[66].
- « Général Lion » † - Commandant rebelle d'affiliation inconnue. Tué par les forces armées camerounaises à Mankon lors de l'opération Bamenda Clean en décembre 2022[67].
- « Commander Armoured Car » - Commandant du Conseil d'autodéfense de l'Ambazonie[2].
- « Boss Acid » † - Bastion à Bali[1].
- « Général Cross and Die » †[29]
- « Général Koraman » †[29]

### Département du Momo
- « Général Idi Amin Dada » † - Commandant rebelle d'affiliation inconnue. Tué par les forces armées camerounaises à Guneku en avril 2021[68].
- « Général King Commando » (ou « Général Commando ») † - Commandant rebelle d'affiliation inconnue. Opposant aux FDA lors des combats inter-rebelles. Tué par les forces armées camerounaises à Andek en novembre 2021[69].
- « Général Nanfang » - Bastion à Ngie[1].
- « Général Sébastien » † - Commandant rebelle d'affiliation inconnue. Bastion à Widikum-Boffe. Tué par les forces armées camerounaises à Widekum-Boffe en janvier 2019[70].
- « Général Soup » † - Bastion à Batibo[29].
- « Général Witch Bird » † - Commandant rebelle d'affiliation inconnue. Capturé et exécuté par des inconnus à Mbengwi en juillet 2022[71].
- « Général Tiger » † - Commandant rebelle d'affiliation inconnue. Rival du commandant des FDA, le « Général Ivo ». Bastion à Guzang près de Batibo[72], tué par les forces du « Général Ivo » en octobre 2021[73].
- « Général One Bullet » † - Commandant rebelle d'affiliation inconnue. Bastion à Batibo[32].
- « Général Christian » † - Commandant rebelle d'affiliation inconnue. Bastion à Widikum[32].

### Département du Ndian
- « Général » Ikeku David †[1]
- « Général » John Rambo † - Bastion à Bamusso[1].
- « Général Baron »  - Commandant rebelle d'affiliation inconnue. S'est rendu aux représentants du gouvernement à Mundemba en mai 2023[74].
- « Général Jer boy »  - Commandant rebelle d'affiliation inconnue. S'est rendu aux représentants du gouvernement à Mundemba en mai 2023[74].
- « Général Ten Kobo » - Commandant rebelle d'affiliation inconnue. Bastion à Ekondo-Titi[75],[76].

### Département du Ngo-Ketunjia
- Sama Elvis Tiamama (« Général Transporter » du Ngo-Ketunjia) † - Commandant rebelle d'affiliation inconnue. Tué par les forces armées camerounaises à Bamali en juin 2022[77],[78]. (À ne pas confondre avec le « Général Transporter » de la Meme).
- « Sagon Jaguar » - « Chef » des Forces de restauration de l'Ambazonie (plusieurs groupes de ce nom existent). Opère autour de Bamessing[54].
- « Général » Leonard Tantoh - Commandant rebelle d'affiliation inconnue, mais allié au " général Transporteur " de Ngo-Ketunjia. Forteresse à Bamali[78].
- « Général Spoiler » † - Commandant rebelle d'affiliation d'inconnue. Bastion à Bafanji[32],[37].

### Département du Lebialem
- Oliver Lekeaka † - Chef de la milice du Red Dragon[79], souverain autoproclamé du Lebialem[80], tué à Menji en juillet 2022, soit par les forces armées camerounaises, soit par des rebelles rivaux[81].
- Agbor Oscar Nkeng - Commandant rebelle d'affiliation inconnue[82].
- « Général Ayeke » (or « Major Général Ayeke ») † - Commandant des « Guérilleros d'Alou ». Ancien membre de la milice Red Dragon, il commence à diriger sa propre force en septembre 2019[83] et est tué par les forces armées camerounaises à Alou, à Besali ou Wabane en octobre 2020[84].
- « Général Roma » †[29]
- « Général Ambrose » †[29]

## Frontière Cameroun-Nigeria et Bakassi
À la frontière entre le Cameroun et le Nigeria et sur la péninsule de Bakassi, la crise anglophone se superpose à deux autres insurrections locales, à savoir le conflit de Bakassi et l'insurrection dans le sud-est du Nigeria. Ainsi, les rebelles locaux comprennent non seulement des séparatistes ambazoniens, mais aussi des séparatistes biafrais.
- « Général Black Mamba » (POW) - Commandant rebelle d'affiliation inconnue, mais d'obédience ambazonienne. Capturé par les forces spéciales nigérianes à Ikom en juin 2021[85].
- Ebuta Akor Takon - Commandant adjoint de la Ligue des nations du Biafra (BNL)[85].
- « Aso Rock » - Commandant de la BNL[85].

## Territoire inconnu
- « Général » Ekeom Polycarb  - Commandant rebelle d'affiliation inconnue. Se rend au gouverneur de la région du Nord-Ouest Adolphe Lele Lafrique en 2019[86].
- Success Nkongho  - Chef de la milice « Ground Zero ». S'est rendu aux autorités en 2020[41].
- « Général Ekeku »[44]
- « Général » Apande Kingsley †[1]
- « Général Ashu » †[1]
- « Général Virus » †[29]
- « Unknown Soldier of Bafanji » †[29]
- « The Liberator » - Porte-parole des « Forces militaires de l'Ambazonie » (plusieurs groupes de ce nom existent)[87].
- « Général » A.M MIchael[87]
- « Général Boss Kata » † - Commandant rebelle d'affiliation inconnue. Bastion à Ntankah[32].